# Downsizing (Film)
Downsizing (dt.: „Verkleinerung“ oder „Gesundschrumpfung“) ist ein US-amerikanischer Spielfilm von Alexander Payne aus dem Jahr 2017. Die Science-Fiction-Tragikomödie basiert auf einem Originaldrehbuch von Regisseur Payne und Jim Taylor und stellt ein einfaches amerikanisches Ehepaar aus dem Mittleren Westen (dargestellt von Matt Damon und Kristen Wiig) in den Mittelpunkt. Während in der Welt eine Krise der Überbevölkerung herrscht, beschließt es, seine Körpergröße mit wissenschaftlichen Mitteln verkleinern zu lassen.
Der Film eröffnete am 30. August 2017 die 74. Internationalen Filmfestspiele von Venedig. Der Kinostart in den USA war am 22. Dezember 2017. In Deutschland kam Downsizing am 18. Januar 2018 in die Kinos.

## Handlung
Der Film folgt dem Leben von Paul Safranek. Der einfach gestrickte und gutmütige Physiotherapeut aus Omaha träumt mit seiner Frau Audrey von einem besseren Leben. In Norwegen gelingt es Wissenschaftlern unter Dr. Jorgen Asbjørnsen, ein radikales Verfahren („zellulare Miniaturisierung“) zu entwickeln, mit dem sie die Menschheit auf eine Körpergröße von fünf Zoll (12,7 cm) schrumpfen lassen können.
Auf diese Weise lassen sich die Lebenshaltungskosten enorm senken. Die Wissenschaftler glauben, damit einen langfristigen Weg gefunden zu haben, um dem zunehmenden Ressourcenverbrauch der stetig wachsenden Weltbevölkerung begegnen zu können. So entsteht in Norwegen eine Kolonie aus künstlich verkleinerten Menschen, die ihrerseits auch entsprechend kleinen Nachwuchs zur Welt bringen.
Manche Teile der Bevölkerung befürchten, dass das Verfahren bald missbraucht werden wird. Später wird sich bestätigen, dass afrikanische Diktatoren rivalisierende ethnische Gruppen schrumpfen lassen. Auch das Heimatschutzministerium ist alarmiert über geschrumpfte Terroristen, die ungehindert die US-Grenzen passieren können.
Dennoch wird die kontroverse Behandlungsmethode in den USA mit einigem Erfolg vermarktet. Die reduzierten Bedürfnisse der Menschen nach der Miniaturisierung sollen auch Durchschnittsbürgern ein sorgenfreies Luxusleben ermöglichen. Diesen Verlockungen folgend, beschließen Paul und seine Frau, sich der Miniaturisierung zu unterziehen. Da die klinische Schrumpfung getrennt nach Geschlechtern erfolgt, bekommt Paul nicht mit, dass Audrey kurz vor der Behandlung einen Rückzieher macht, und wacht geschrumpft ohne seine Frau auf. Er zieht in der abgeschirmten Miniaturstadt Leisureland in New Mexico alleine in seine luxuriös eingerichtete Villa.
Ein Jahr später hat ihn der Alltag, dem er durch das Downsizing entfliehen wollte, wieder eingeholt. Er wohnt inzwischen in einer kleinen Wohnung. Aufgrund seiner teuren Scheidung ist er gezwungen, wieder Geld zu verdienen. Leider hat er vergessen, seine Lizenz als Diplom-Therapeut zu verlängern, sodass er nun als Kundenberater in einem Callcenter für Möbel arbeitet.
Bei einer Party freundet er sich mit seinem Nachbarn Dušan und dessen Geschäftspartner Kapitän Konrad an. Die beiden Europäer genießen ihr neues Leben mit ausschweifenden Partys, auf denen die attraktivsten Frauen aus Leisureland mitfeiern und auf denen neben viel Alkohol auch Drogen konsumiert werden.
Eine Wende in Pauls Leben geschieht, als er nach einer durchzechten Nacht Bekanntschaft mit der vietnamesischen Reinigungskraft Ngoc Lan macht. Die Frau war in ihrem Heimatland eine Dissidentin und wurde von der dortigen Regierung zwangsverkleinert. Zusammen mit anderen politischen Gefangenen wurde sie in einer Postbox in die USA abgeschoben. Sie überlebte als Einzige den Versand, verlor dabei allerdings ihr linkes Bein.
Paul bemerkt, dass die Beinprothese nicht passt, und bietet an, sie zu reparieren. Ngoc Lan überzeugt ihn, die Reparatur bei ihr zuhause auszuführen. Zusammen fahren sie mit dem Bus durch einen Tunnel in der hohen Mauer, der in einen bislang unbekannten Teil der scheinbar perfekten Miniaturwelt außerhalb des geschützten Leisureland führt. Dort stehen alte, verrostete Baucontainer in Normalgröße, die zu Mietwohnungen für die armen Immigranten umgebaut wurden. Es gibt weder Aufzüge noch sonstige Annehmlichkeiten. Die Lage der Menschen in den Containern ist trostlos.
Ngoc Lan pflegt eine an Krebs erkrankte Frau und versorgt ihre Nachbarn mit abgelaufenen Lebensmitteln und Medikamenten, die sie bei den Bewohnern aus dem luxuriösen Teil von Leisureland erbittet. Paul tut sein Möglichstes, um sie zu unterstützen, kommt dabei jedoch schnell an seine Grenzen. Als er beim Reparaturversuch versehentlich Ngocs Prothese zerstört, fühlt er sich verpflichtet, ihr beim Putzen zu helfen.
Dušan und Konrad wollen eine Reise zur norwegischen Ursprungskolonie von Jorgen Asbjørnsen unternehmen und sind bereit Paul mitzunehmen, um ihn von seinem Putzeinsatz zu erlösen. Allerdings kann Ngoc Lan die drei überreden, auch sie mitzunehmen. Ihr Schicksal war auch Dr. Asbjørnsen zu Ohren gekommen, weshalb sie von ihm eine schriftliche Einladung besitzt, in der er sie bittet, ihn zu besuchen. Auf der Reise mit einem Boot entwickelt sich eine Liebesbeziehung zwischen Paul und Ngoc Lan.
Die Bewohner der ersten Kolonie glauben, dass aufgrund des in der Antarktis massiv austretenden Methans das Ende für die Erdbevölkerung gekommen ist. Aus diesem Grund planen sie, sich in ein von ihnen in den Jahren zuvor erschaffenes, unterirdisches Gewölbesystem zurückzuziehen. Während Konrad und Dušan das für ein Hirngespinst der in ihren Augen sektenartig lebenden Norweger halten, entschließt sich Paul ohne Ngoc Lan und ohne seine Freunde mitzugehen.
Im allerletzten Moment entscheidet er sich um und kehrt mit Ngoc Lan nach Leisureland zurück, wo die beiden sich nun gemeinsam um die in den Baucontainern lebenden, hilfsbedürftigen Menschen kümmern.

## Entstehungsgeschichte

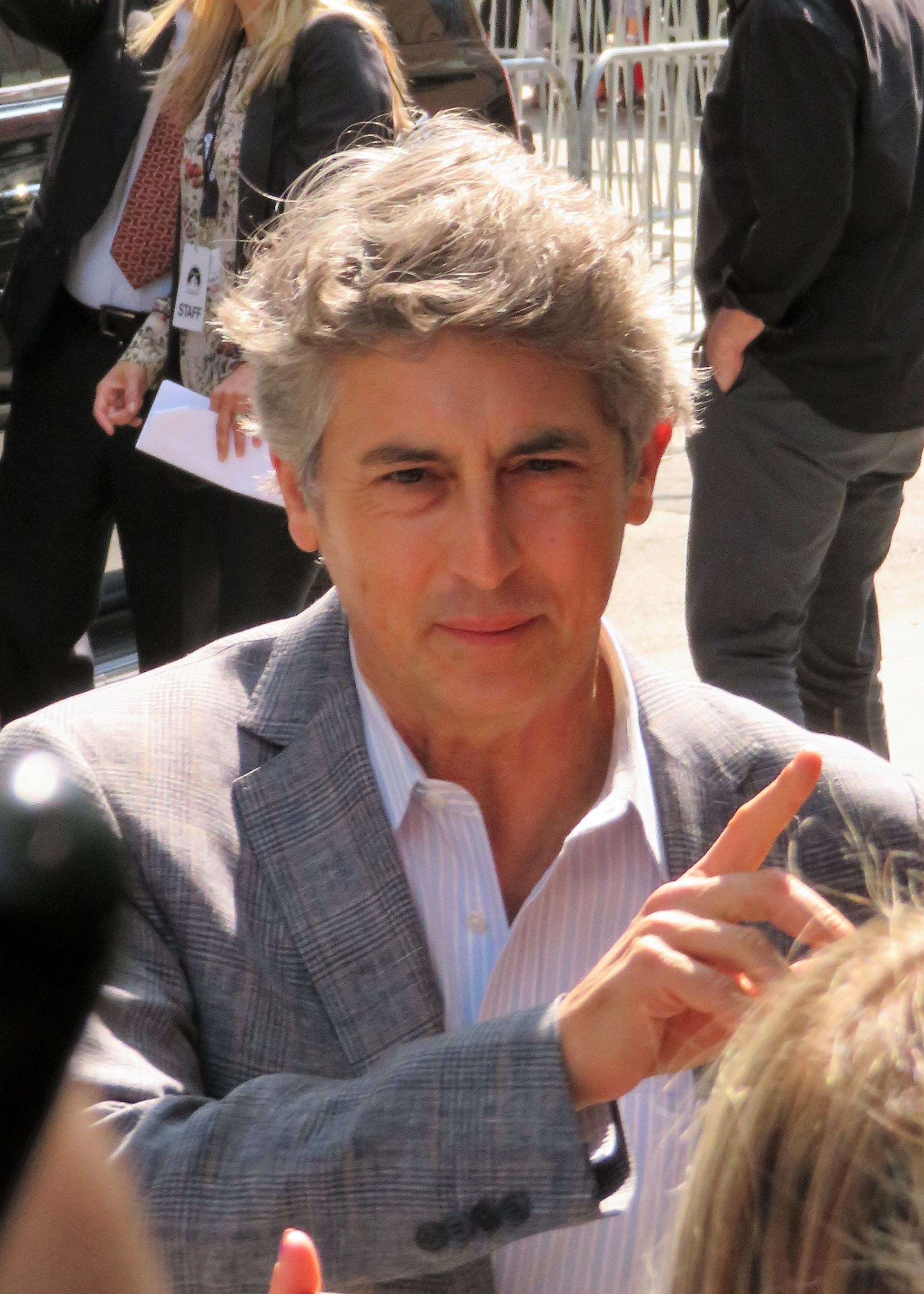
Alexander Payne bei der Premiere des Films im Rahmen des Toronto International Film Festivals 2017

Downsizing ist nach Inside Out (1991), Baby Business (1996), Election (1999), About Schmidt (2002) und Sideways (2004) das sechste verfilmte Drehbuchprojekt von Alexander Payne und Jim Taylor. Die ursprüngliche Idee zum Film kam von Taylor und seinem Bruder, die sich darüber lustig machten, wie viel komfortabler das Leben für den Menschen wäre, wenn er seine Körpergröße schrumpfen ließe. Payne und Taylor arbeiteten während Paynes Pause von der Kinoleinwand zwischen Sideways und The Descendants – Familie und andere Angelegenheiten (2011) zweieinhalb Jahre an dem Skript. Es sollte ursprünglich vor 2006 fertiggestellt werden. Payne bezeichnete es als „eine große, gemäldeartige Science-Fiction-Sozialsatire“ und als „ein episches Meisterwerk“, für das ursprünglich Reese Witherspoon (Election) und Paul Giamatti (Sideways) als Hauptdarsteller sowie Sacha Baron Cohen vorgesehen waren. Er zog dann aber die Filmprojekte The Descendants und Nebraska (2013) vor. In einem im November 2011 geführten Interview mit Charlie Rose gab Payne an, das „sehr schwierige“ Drehbuch zu Downsizing im Mai oder Juni 2009 auf dem Höhepunkt der Finanzkrise fertiggestellt zu haben. Er habe aber zu diesem Zeitpunkt wenig Hoffnung gesehen, den Film finanziert zu bekommen.
Neben Drehbuch und Regie wirkte Payne auch als Produzent an Downsizing mit und vertraute auf den Kameramann Phedon Papamichael, den Filmeditor Kevin Tent sowie den Filmkomponisten Rolfe Kent, mit denen er bereits an vorangegangenen Spielfilmen zusammengearbeitet hatte. Als Executive Producer war Megan Ellison beteiligt. Für weitere Rollen wurden u. a. Joaquim de Almeida, Laura Dern, Patrick Gallagher, Neil Patrick Harris, Margo Martindale, Niecy Nash und Pepe Serna verpflichtet.
Der Film wurde von den Gesellschaften Ad Hominem Production und Gran Via Productions produziert und wird wie Paynes vorheriger Film Nebraska von Paramount Pictures vertrieben.

## Hintergrund
Die Idee der Miniaturisierung von Menschen, um die begrenzten Reserven, die für das menschliche Leben auf unserer Erdkugel existieren, für längere Zeit zur Verfügung zu haben, wurde bereits mehrfach behandelt, unter anderem von Helmut Routschek 1976 in seinem Roman Expedition Mikro und von Richard M. Weiner 2006 in seinem Roman Das Miniatom-Projekt. In letzterem findet der Schrumpfungsprozess durch Verkleinerung der Atome statt, mit Hilfe des größten Teilchenbeschleunigers der Welt am CERN.
Physikalisch und biologisch ist eine skalierte Miniaturisierung, wie im Film dargestellt, nicht möglich, da sich körperliche Eigenschaften komplett verändern würden. Allein das Problem der Nahrungsaufnahme wäre durch die nach der Schrumpfung größer gewordene Körperoberfläche im Verhältnis zum Körpervolumen, die viel mehr Wärme abgibt als zuvor, nicht zu bewältigen. Verkleinerte Menschen müssten beinahe während des gesamten Wachzustandes essen, um ihren Stoffwechsel aufrechtzuerhalten.

## Rezeption
Nach seiner Uraufführung erhielt Downsizing im anglo-amerikanischen Raum sehr durchwachsene Kritiken, die deutsche Fachpresse zeigte sich derweil überwiegend angetan von Paynes Film:
Andreas Borcholte (Spiegel Online) sah in Downsizing „eine perfekte Wahl für die Festival-Eröffnung“ in Venedig. Er bezeichnete den Film als möglichen Mitfavoriten für die Oscarverleihung 2018 und prophezeite auch einen Erfolg an den Kinokassen. Die Prämisse von Paynes Regiearbeit sei „umwerfend wie witzig“. Sie bilde „die Basis für ein ins Private wie Politische ausgreifendes Epos, das Satire und Science-Fiction ist, zugleich aber auch großes Hollywood-Erzählkino und Moralstück über den Zustand der conditio humana. Es ist eine Art Spielberg-Update für Erwachsene und für unsere Zeit, eine Begegnung der Dritten Art, die nicht ins All nach Aliens Ausschau hält, sondern buchstäblich mit der Lupe ganz tief in den Menschen hinein.“ Es handle sich um eine „radikale Änderung“ im Themenspektrum des Regisseurs und um sein „bisher kühnstes Projekt“.
Susan Vahabzadeh (Süddeutsche Zeitung) lobte die „grandiose Grundidee“ des Films. Downsizing sei „zumindest zu zwei Dritteln, komisch und genial“, der Film spiele „wie alle richtig gute Science-Fiction, in der Zukunft und meint die Gegenwart“. Vahabzadeh kritisierte den nicht so originellen Wechsel zur Romanze, dennoch stecke in Paynes Film „ein Meisterwerk“.
Dietmar Dath (Frankfurter Allgemeine Zeitung) bemerkte ebenfalls einen Stimmungswechsel im Film. „[…] aus der skurrilen Komödie in der Tradition von ‚Honey, I shrunk the kids‘ (1989)“ werde „etwas anderes, anstrengenderes, sehr viel Besseres […], intelligent vorbereitet, und zwar mit Details, in denen es einerseits was zum Lachen, andererseits Grund zum Fürchten“ gebe. Das „Gelungenste“ sei an Downsizing der „Wechsel zwischen verschiedenen Wahrnehmungstemperaturen, etwa Pathos einerseits und Komik andererseits, Sprünge vom Sozialrealismus ins Wunderbare“, auch zeige Paynes Satire eine „auf maximale Schärfe polierte sarkastische Klinge“. Dath resümierte, der Film sei „kein monumentaler Meilenstein der Kunst […], aber […] aufgeweckte Unterhaltung“.
Auf der Website Rotten Tomatoes hält der Film eine Bewertung von 47 Prozent, basierend auf 301 englischsprachigen Kritiken und einer Durchschnittswertung von 5,7/10. Auf Metacritic erhielt der Film eine Bewertung von 63 Prozent, basierend auf 45 ausgewerteten Kritiken.

## Auszeichnungen
Downsizing konkurrierte im Wettbewerb der Filmfestspiele von Venedig um den Goldenen Löwen, den Hauptpreis des Festivals, blieb aber unprämiert. Die US-amerikanische Filmkritikervereinigung National Board of Review nahm Downsizing in seine Liste der besten Kinofilme des Jahres auf. Bei der Verleihung der Golden Globe Awards 2018 und der Screen Actors Guild Awards 2018 folgte je eine Nominierung für Nebendarstellerin Hong Chau.